# Platyptilia williamsii
Platyptilia williamsii (tên tiếng Anh: Calendula Plume Moth) là một loài bướm đêm thuộc họ Pterophoridae. Nó được tìm thấy ở miền tây Bắc Mỹ, bao gồm California.
Ấu trùng ăn các loài Calendula, cũng như Senecio aronicoides và Senecio jacobaea.